# Observatoire de la qualité de l'air intérieur

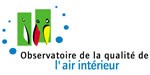

L'Observatoire de la qualité de l'air intérieur (OQAI) a été créé en juillet 2001 en France à l’initiative du ministère du logement pour pallier la  méconnaissance des expositions de la population à la pollution de l’air intérieur des bâtiments et des facteurs de risque associés. Il n’a pas de personnalité morale mais consiste en un instrument indépendant de connaissance scientifique. Il est missionné dans le cadre d’une convention, conclue pour une durée de quatre ans renouvelable, entre les ministères chargés du Logement, de l’Écologie et de la Santé, l’agence de l'environnement et de la maîtrise de l'énergie (ADEME), le centre scientifique et technique du bâtiment (CSTB) et l’agence nationale  de sécurité sanitaire de l'alimentation, de l'environnement et du travail.

## Enjeux
L’Observatoire de la Qualité de l’Air Intérieur a pour objet de mettre en place un dispositif de recherche pour collecter des données sur les polluants présents dans les atmosphères intérieures des différents lieux de vie. L’OQAI contribue ainsi à une meilleure connaissance des substances, agents et situations affectant la qualité de l’air intérieur dans le parc immobilier existant et des niveaux d’exposition des populations, afin d’apporter les informations nécessaires pour une politique d’évaluation et de gestion des risques.
L’Observatoire apporte des éclairages sur les orientations à prendre en matière de réglementation sur les matériaux, les équipements, la maintenance et les pratiques constructives ainsi que sur l’étiquetage des produits de consommation courante.
Au-delà de la qualité de l’air stricto sensu, l’OQAI s’intéresse également à l’environnement global de l’occupant. Le confort (acoustique, thermique, visuel, etc.) qui joue un rôle essentiel dans la perception de l’environnement et peut avoir des impacts sur le bien-être physique, mental et social, est intégré à part entière aux travaux de recherche.
L’ensemble de ces questions est abordé en lien étroit avec les évolutions majeures attendues dans le parc des bâtiments pour limiter leur empreinte écologique et leur consommation énergétique. 
Le Grenelle de l’Environnement et le deuxième Plan national santé-environnement (PNSE 2) adopté par le Gouvernement en juin 2009 ont confirmé l’intérêt des études et des recherches menées dans ces domaines. Le PNSE 2 a notamment fixé comme objectif la poursuite des activités menées par l’Observatoire, pour identifier les déterminants de la qualité de l’air intérieur et élaborer des indices de qualité de l’air intérieur.

## Les missions
L’Observatoire de la qualité de l’air intérieur, outil unique en Europe, a pour objet :
- D’identifier les substances, agents et situations qui, en affectant la qualité de l’air intérieur des bâtiments, présentent un risque pour la santé des personnes, et de préciser les différentes origines des polluants de la qualité de l’air intérieur ainsi que les contributions des différentes sources ;
- D’évaluer l’exposition des populations aux polluants identifiés afin de contribuer à l’évaluation et à la gestion des risques sanitaires correspondants ;
- D’accumuler une connaissance la plus exhaustive possible des contaminants de l’air intérieur ayant un effet sur la santé ;
- De mettre au point des recommandations visant à guider les acteurs du bâtiment dans leur démarche d’amélioration de la qualité de l’air intérieur (conception et choix des matériaux de construction, optimisation de la ventilation…) et, le cas échéant, de mettre au point et de proposer un éventuel renforcement de la réglementation ;
- D’apporter une aide méthodologique aux pouvoirs publics dans le cadre de la conduite de mesures de la qualité de l’air intérieur, le cas échéant dans le cadre de conventions passées entre ces organismes et le CSTB ;
- De qualifier les environnements intérieurs des différents espaces clos et d’étudier les interactions avec ces environnements.

## Les actions de l'OQAI
Ces objectifs sont actuellement déclinés au travers de six programme d’actions : logements, lieux de vie fréquentés par les enfants, bureaux, nouveaux bâtiments performants en énergie, outils d’aide à la décision, et veille documentaire, information, communication et formation.
Logements : Conduite en 2003-2005, la campagne nationale de mesure « Logements », menée sur un échantillon représentatif du parc des résidences principales de France métropolitaine continentale, a permis d’obtenir une photographie unique de la pollution chimique, physique et biologique des logements français. Ces données sont désormais largement utilisées par exemple comme base de comparaison des niveaux mesurés dans des espaces clos, pour évaluer les expositions de la population et les risques sanitaires associés, pour la gestion des risques, la fixation de valeurs de gestion pour la qualité de l’air intérieur. Les travaux se poursuivent avec l’analyse des concentrations en composés organiques semi-volatils présents sur les particules en suspension dans l’air et les poussières déposées au sol.
Ainsi, selon les résultats publiés en 2015, la moitié des logements français seraient pollués par des composés organique semi-volatil (COSV), issus des Détergents et autres produits d'entretien, les peintures ou les revêtements de sol ou muraux, câbles électriques, rideaux de douche ou encore vieux joints d'étanchéité, ou encore du tabac ou de la combustion d'encens selon les résultats d'une étude de l'Observatoire de la qualité de l'air intérieur (OQAI).
Lieux de vie fréquentés par les enfants :  Ce programme a permis de collecter des données sur le temps passé par les enfants dans les lieux de garde collectifs et dans les lieux de loisirs. Des études spécifiques ont été menées dans les écoles et les crèches collectives sur les comportements et les freins vis-à-vis de l’aération, sur les émissions des produits d’entretien et de ceux liés aux activités scolaires, ainsi que sur la contamination bactérienne.
Aujourd’hui, l’OQAI démarre une campagne nationale de mesure dans les écoles maternelles et élémentaires. Elle vise à approfondir la connaissance des niveaux d’exposition des enfants aux polluants de l’air dans ces locaux : particules, composés organiques volatils et semi-volatils (pesticides, phtalates, retardateurs de flamme), allergènes, contamination fongique et bactérienne, métaux.
S’agissant des lieux de loisirs, une campagne de mesure a été réalisée dans 18 piscines de l’agglomération rennaise et une étude documentaire a porté sur les 112 patinoires françaises.
Bureaux : Seconds lieux fréquentés (en temps passé) pour une large proportion de la population adulte, les bâtiments de bureaux restent à ce jour des locaux où la qualité de l’air reste largement méconnue en France. Une campagne nationale de mesure dans les immeubles de bureaux de plus de cinquante personnes débute ainsi en 2012. Outre la qualité de l’air, le confort et la santé des occupants, la performance énergétique est étudiée pour une approche globale des enjeux du bâtiment.
Bâtiments performants en énergie : Les réglementations récentes limitent la consommation d’énergie primaire des bâtiments neufs notamment en renforçant la performance thermique des matériaux et équipements ainsi que l’étanchéité à l’air des constructions et généralisent ces nouveaux bâtiments économes en énergie. Plusieurs questions se posent sur le « bon » équilibre entre l’étanchéité du bâtiment, la qualité de l’air intérieur et le confort de l’occupant. C’est pourquoi, l’OQAI suit expérimentalement sept maisons performantes en énergie, propose un protocole de suivi de la qualité de l’air intérieur et du confort dans ces bâtiments, et met en place une base de données nationale afin d’accompagner l’évolution du parc et capitaliser les savoirs sur ces nouveaux bâtiments.
Outils d’aide à la décision : L’élaboration d’indices et de modèles prédictifs de la pollution intérieure, simples, faciles à mettre en œuvre et compréhensibles par tous représente l’un des objectifs de l’OQAI. Malgré la complexité de cette pollution et la diversité des attentes vis-à-vis de tels indicateurs, des indices de confinement et de contamination fongique sont déjà disponibles. L’appareil Lum’Air a ainsi été développé. Il regroupe deux fonctions : le calcul d’un indice pour qualifier le confinement de l’air dans les salles de classe (ICONE) et un feu lumineux tricolore aidant les personnes ayant la charge d’enfants à aérer aux moments opportuns, améliorant ainsi la qualité de l’air tout en limitant les consommations d’énergie.
Veille, communication, information et formation : La valorisation des résultats des études de l’OQAI fait l’objet d’un programme spécial qui se traduit par des actions de formation et d’information : élaboration de guides, organisation d’ateliers grand public et de conférences scientifiques. Des journées scientifiques sont également organisées pour faire le point sur des thématiques controversées comme l’efficacité et l’innocuité des procédés d’épuration par les plantes ou utilisant la photocatalyse. Une veille documentaire active est assurée au sein de ce programme. Elle permet notamment la mise à jour régulière de la hiérarchisation des polluants de l’air intérieur.
L’ensemble des programmes sont consultables sur le site de l’OQAI : http://www.oqai.fr

## Gouvernance de l'Observatoire
L'Observatoire est doté d'un conseil de surveillance et d’orientation, d'un conseil scientifique et d'un comité consultatif.

### Conseil de surveillance et d’orientation
Le conseil de surveillance et d’orientation est chargé de la coordination des actions de l’Observatoire. Son président est désigné par le ministre chargé de la construction, après avis des ministres chargés de la santé et de l’écologie. 
Le conseil de surveillance et d’orientation veille à l’éthique et à la déontologie des actions de l’Observatoire, à son indépendance vis-à-vis des groupes de pression et à la transparence de ses actions. Après consultation du conseil scientifique et du comité consultatif, il définit les orientations générales des actions de l’Observatoire dans le cadre des moyens, notamment budgétaires, mis à sa disposition. Il adopte, en particulier, après consultation du conseil scientifique, le programme de travail proposé par le CSTB. 
Sa présidence est assurée par Andrée Buchmann.

### Conseil scientifique
Le conseil scientifique est chargé de s’assurer de la qualité et de la pertinence scientifique des travaux de l’Observatoire. Ses membres, et en particulier son président, sont désignés par le ministre chargé de la construction, après avis des ministres chargés de la santé et de l’écologie.
Le conseil scientifique définit les orientations scientifiques de l’Observatoire et émet un avis sur le contenu des actions entreprises. Il se prononce sur les besoins en études et recherches connexes. Il contribue à l’interprétation scientifique des données collectées et à l’évaluation des travaux de recherche mis en œuvre dans le cadre de l’Observatoire. Il formule son avis sur le contenu du rapport annuel d’activités.
Sa présidence a été assurée successivement par le Pr Bernard Festy (ancien directeur du Laboratoire d’hygiène de la ville de Paris, LHVP), M. Yvon Le Moullec (ancien directeur adjoint du LHVP). Francis ALLARD, professeur des universités à l’université de La Rochelle, préside actuellement ce conseil.

### Comité consultatif
Le comité consultatif de l’Observatoire est chargé de recueillir les avis et les suggestions des organismes, associations et institutions concernés par les travaux de l’Observatoire et de contribuer à identifier des questions ou situations spécifiques méritant d'être étudiées. 
Son président est le président du conseil de surveillance et d’orientation.

## Modalités de fonctionnement
Le CSTB est l’opérateur désigné pour la mise en œuvre de l’Observatoire :
- il anime et coordonne le réseau d’acteurs scientifiques et techniques nécessaire à l’accomplissement des missions de l’Observatoire ;
- il centralise les données collectées et en assure l’exploitation ;
- et il propose le programme de travail de l’Observatoire.

Le président du CSTB ou son représentant assiste aux séances du conseil de surveillance et d’orientation, du conseil scientifique et du comité consultatif. 
La coordination scientifique de l’OQAI, est assurée par Mme Séverine KIRCHNER, chef de pôle expologie des environnements intérieurs au CSTB.

## Modalités de financement
Le budget de l’OQAI provient uniquement de fonds publics :
- le ministère chargé de la construction, le ministère chargé de la santé, le ministère chargé de l’écologie, l’ADEME et le CSTB apportent leur financement sur des actions identifiées à l’intérieur du programme ;
- des apports financiers supplémentaires peuvent être apportés par les ministères, des établissements publics ou des collectivités territoriales en fonction de l’intérêt que ceux-ci peuvent trouver dans une étude menée par le CSTB pour le compte de l’Observatoire.

## Les partenariats étrangers
À l’échelle européenne, l’expérience de l’Observatoire de la Qualité de l’Air Intérieur est unique car aucun autre pays ne s’est doté d’un tel outil pérenne.
L’OQAI est partenaire de l’Organisation mondiale de la santé (OMS) pour les travaux d’élaboration des valeurs guides sur l’air intérieur et de proposition d’indicateurs sanitaires relatifs à la pollution intérieure dans les écoles au sein du système européen EHNIS (Environment and Health Information System). L’OQAI participe aux réflexions en cours dans le cadre du projet européen INDOOR-MONIT, piloté par le Centre de recherche des communautés européennes à Ispra (Joint Research Centre) pour l’élaboration de protocoles harmonisés en vue de la caractérisation de l’air intérieur dans différents contextes (par exemple, plaintes, vérification du respect d’une valeur guide, évaluation d’une mesure de remédiation).
L’OQAI a contribué à plusieurs projets européens majeurs, notamment :
- SINPHONIE (Schools Indoor Pollution and Health: Observatory Network in Europe). Soutenu par la DG-SANCO (Direction générale de la santé et de la protection du consommateur), ce projet européen rassemble plus de 40 partenaires en vue de la mesure dans les écoles de la qualité d’air intérieur et de ses effets sur la santé des enfants dans 23 pays ;
- OFFICAIR (On the reduction of health effects from combined exposure to indoor pollutants in Modern Offices). 13 partenaires sont impliqués dans ce projet, coordonné par l’Université de Ouest-Macédoine en Grèce, destiné à la mesure intégrée de la pollution de l’air et de la santé des occupants des immeubles de bureaux neufs ou récemment réhabilités.